# Daguioman
Daguioman (Bayan ng Daguioman, Abra) är en kommun i Filippinerna. Kommunen ligger på ön Luzon, och tillhör provinsen Abra. Folkmängden uppgår till 1 916 invånare.
Daguioman är indelat i 4 barangayer.